# (2589) Daniel
(2589) Daniel (1979 QU2) – planetoida z grupy pasa głównego asteroid okrążająca Słońce w ciągu 4,89 lat w średniej odległości 2,88 j.a. Odkryta 22 sierpnia 1979 roku.